# Desmodus
A Desmodus az emlősök (Mammalia) osztályának denevérek (Chiroptera) rendjébe, ezen belül a kis denevérek (Microchiroptera) alrendjébe és a hártyásorrú denevérek (Phyllostomidae) családjába tartozó nem.
A Desmodus emlősnem fajai, a fehérszárnyú vérszopó denevérrel (Diaemus youngi) és a farkatlan vérszopó denevérrel (Diphylla ecaudata) együtt alkotják a vérszopó denevérek (Desmodontinae) alcsaládját.

## Rendszerezés
Az alábbi nembe 1 élő és 3 kihalt faj tartozik:
- †Desmodus draculae[2][3]
- †Desmodus puntajudensis[2][4]
- rőt vérszopó denevér (Desmodus rotundus)[1][5]
- †Desmodus stocki[2][6]

### Fordítás
- Ez a szócikk részben vagy egészben  a   Desmodus című angol Wikipédia-szócikk ezen változatának fordításán alapul.  Az eredeti cikk szerkesztőit annak laptörténete sorolja fel. Ez a jelzés csupán a megfogalmazás eredetét és a szerzői jogokat jelzi, nem szolgál a cikkben szereplő információk forrásmegjelöléseként.